# Mel Stitzel
Mel Stitzel (9 januari 1902 - 31 december 1952) was een in Duitsland geboren Amerikaanse jazz-pianist en componist. Hij is vooral bekend als pianist in de New Orleans Rhythm Kings, waarin hij enige tijd actief was. Hij speelde daarna in de Bucktown Five, de studiogroep Stomp Six en in een vroeg trio van Benny Goodman. Hij had tevens een eigen groep, waarmee hij tot in de jaren veertig speelde. Hij stond hiermee lange tijd in de Green Mill Ballroom in Chicago. Hij was de componist van onder andere de standard "Tin Roof Blues  (met andere leden van de New Orleans Rhythm Kings), "Doodle Doo Doo" (met bandleider Art Kassel), "Steady Roll Blues" (met George Bates) en "The Chant".
Stitzel overleed aan de gevolgen van keelkanker.